# Marie Mathématique
Marie Mathématique est un personnage de fiction imaginé et dessiné par Jean-Claude Forest. Cette jeune fille, petite sœur de Barbarella, est le personnage principal d'une animation en six volets diffusée à la télévision française entre 1965 et 1966 dans l'émission Dim, Dam, Dom.

## Caractéristiques

### Physique
Marie Mathématique est une jeune fille brune.

### Âge
Elle a 16 ans,.

### Famille
Elle est la petite sœur de Barbarella.

## Animation
L'animation a été réalisée d'après une bande dessinée de Jean-Claude Forest. L'animation comporte six volets diffusée à la télévision française entre 1965 et 1966 dans l'émission Dim, Dam, Dom.
- Poèmes : André Ruellan
- Musique : Serge Gainsbourg
- Interprète des textes : Serge Gainsbourg

| Épisode | Titre de l'épisode                               | Date de diffusion |
| ------- | ------------------------------------------------ | ----------------- |
| 1er     | Les mésaventures d’une jeune fille comme il faut | 28 octobre 1965   |
| 2e      | Des bestioles, encore des bestioles              | 25 novembre 1965  |
| 3e      | Marie Mathématique à l'abordage                  | 28 janvier 1966   |
| 4e      | Un mal qui répand la terreur                     | 25 février 1966   |
| 5e      | Marie Mathématique franchit la porte défendue    | 25 mars 1966      |
| 6e      | Marie Mathématique, la pomme et le serpent       | 29 avril 1966     |